# Ładyhy
Ładyhy (ukr. Ладиги) – wieś na Ukrainie w rejonie starokonstantynowskim obwodu chmielnickiego.

## Zabytki
- pałac – wybudowany według projektu Jakuba Kubickiego[2], przebudowany przez Józefa Szaszkiewicza w XIX w. Obok pałacu park wyznaczony według projektu Miklera[3]. Budynek piętrowy kryty dachem czterospadowym.